# FC Golden State Force
FC Golden State Force é uma agremiação esportiva da cidade de Glendora, Califórnia. Atualmente disputa a USL League Two.

## História
O FC Golden State Force foi fundado em Pasadena, Califórnia em 2015. Nesse ano disputou 14 partidas contra alguns adversários da PDL, como o Ventura County Fusion e o LA Laguna FC. No dia 26 de janeiro de 2016 a equipe foi aceita como franquia de expansão na Premier Development League.

## Estatísticas

### Participações
|  | Participações em 2017 |

| Competição     | Competição               | Temporadas | Melhor campanha     | Estreia | Última | P | R |
| Estados Unidos | Lamar Hunt U.S. Open Cup | 1          | Segunda Fase (2017) | 2017    | 2017   |   | – |